# Prix Locus du meilleur roman court
Les prix Locus sont décernés chaque année, depuis 1971, par les lecteurs du magazine américain mensuel de science-fiction Locus lors d'un banquet annuel organisé par la Locus Science Fiction Foundation.
La catégorie du meilleur roman court (novella) récompense les œuvres de science-fiction, fantasy ou d'horreur comptant de 17 500 à 40 000 mots. Cette catégorie a été créée en 1973.

## Palmarès
Les gagnants sont cités en premier, suivis par les autres œuvres nommées.

### Années 1970

#### 1973
The Gold at the Starbow's End par Frederik Pohl
- Le nom du monde est forêt (The Word for World Is Forest) par Ursula K. Le Guin
- La Cinquième tête de Cerbère (The Fifth Head of Cerberus) par Gene Wolfe
- Hero par Joe Haldeman
- Le Siècle de l'éternel été (Midsummer Century) par James Blish
- With the Bentfin Boomer Boys on Little Old New Alabama par Richard A. Lupoff
- The Merchants of Venus par Frederik Pohl
- Things Which are Caesar's par Gordon R. Dickson
- 334 (334) par Thomas M. Disch
- Soixante-dix ans de decpop (Seventy Years of DecPop) par Philip José Farmer
- What Good Is a Glass Dagger? par Larry Niven
- The Mercenary par Jerry Pournelle
- Collision Course par S. Kye Boult
- Common Denominator par David Lewis
- Solo Kill par S. Kye Boult
- Love is a Dragonfly par Thomas Burnett Swann
- Dans l'océan de la nuit (In the Ocean of Night) par Gregory Benford
- Son of the Morning par Phyllis Gotlieb

#### 1974
La Mort du Docteur Île (The Death of Doctor Island) par Gene Wolfe
- Les Loutres blanches de l'enfance (The White Otters of Childhood) par Michael Bishop
- La Fête de saint Dionysos (The Feast of St. Dionysus) par Robert Silverberg
- Fragments sauvés des ruines de mon esprit (Sketches Among the Ruins of My Mind) par Philip José Farmer
- Le Fini des mers (Chains of the Sea) par Gardner R. Dozois
- Morts sans défense (The Defenseless Dead) par Larry Niven
- Mort et succession des Asadis (Death and Designation Among the Asadi) par Michael Bishop
- La Grande bamboche (Rumfuddle) par Jack Vance
- The Safety Engineer par S. Kye Boult
- La Caverne aux problèmes (In the Problem Pit) par Frederik Pohl
- Junction par Jack Dann
- My Brother Leopold par Edgar Pangborn
- Kjwalll'kje'k'koothailll'kje'k ('Kjwalll'kje'k'koothailll'kje'k) par Roger Zelazny
- Case et le rêveur (Case and the Dreamer) par Theodore Sturgeon

#### 1975
Né avec les morts (Born with the Dead) par Robert Silverberg
- Chanson pour Lya (A Song for Lya) par George R. R. Martin
- Les Avaleurs de vide (Riding the Torch) par Norman Spinrad
- Alice et la cité (Assault on a City) par Jack Vance
- Strangers par Gardner R. Dozois
- La Photographie de Marathon (The Marathon Photograph) par Clifford D. Simak
- The Araqnid Window par Charles L. Harness
- Ce qui se passa rue des Serpents (On the Street of the Serpents) par Michael Bishop
- Father par Pamela Sargent
- Soldat de plomb (Tin Soldier) par Joan D. Vinge
- Hier, les oiseaux (Where Late the Sweet Birds Sang) par Kate Wilhelm
- Threads of Time par Gregory Benford
- La Réserve de la Côte Est (The East Coast Confinement) par Arsen Darnay
- The Kozmic Kid par Richard Snead

#### 1976
Les Tempêtes de Port-du-Vent (The Storms of Windhaven) par Lisa Tuttle et George R. R. Martin
- Le Retour du bourreau (Home Is the Hangman) par Roger Zelazny
- The Borderland of Sol par Larry Niven
- The Silent Eyes of Time par Algis Budrys
- Les Bras (ARM) par Larry Niven
- The Custodians par Richard Cowper
- Un éphémère goût d'être (A Momentary Taste of Being) par James Tiptree, Jr
- Les Allégeances (Allegiances) par Michael Bishop
- Silhouette (Silhouette) par Gene Wolfe
- Mother and Child par Joan D. Vinge
- Ombres anciennes (Ancient Shadows) par Michael Moorcock
- Sharking Down par Edward Bryant

#### 1977
Le Samouraï et les saules (The Samurai and the Willows) par Michael Bishop
- Piper at the Gates of Dawn par Richard Cowper
- Houston, Houston, me recevez-vous ? (Houston, Houston, Do You Read?) par James Tiptree, Jr
- The Anvil of Jove par Gregory Benford et Gordon Eklund
- Les Visions miraculeuses (The Eyeflash Miracles) par Gene Wolfe
- Weather War par William E. Cochrane
- Mediaman (Media Man) par Joan D. Vinge
- Birthdays par Fred Saberhagen
- By Any Other Name par Spider Robinson
- The Greenhouse Effect par Andrew J. Offutt
- A Thrust of Greatness par Stanley Schmidt
- Plutonium par Arsen Darnay
- The Crystal Ship par Joan D. Vinge

#### 1978
La Danse des étoiles (Stardance) par Spider Robinson et Jeanne Robinson
- A Snark in the Night par Gregory Benford
- Aztèques (Aztecs) par Vonda N. McIntyre
- La Maison des pingouins (Auk House) par Clifford D. Simak
- The Mars Ship par Robert Thurston
- Dans le palais des rois martiens (In the Hall of the Martian Kings) par John Varley
- The Family Monkey par Lisa Tuttle
- Cold Cash War par Robert Asprin
- Joelle par Poul Anderson
- The Wonderful Secret par Keith Laumer
- Growing Boys par Robert Aickman
- Équinoxiale (Equinoctial) par John Varley
- Heretic in a Balloon par Lyon Sprague de Camp

#### 1979
Les Yeux de la nuit (The Persistence of Vision) par John Varley
- Le Regard (The Watched) par Christopher Priest
- Sept nuits américaines (Seven American Nights) par Gene Wolfe
- Old Folks at Home par Michael Bishop
- Le Vaisseau flamme (Fireship) par Joan D. Vinge
- Le Docteur de l'île de la mort (The Doctor of Death Island) par Gene Wolfe
- The Renewal par Pamela Sargent
- Les Insectes dans l'ambre (Insects in Amber) par Tom Reamy
- Le Trésor d'Odirex (The Treasure of Odirex) par Charles Sheffield
- Une optique chinoise (A Chinese Perspective) par Brian Aldiss

### Années 1980
| Sommaire : | - Haut - 1980 - 1981 - 1982 - 1983 - 1984 - 1985 - 1986 - 1987 - 1988 - 1989 |

#### 1980
Enemy Mine par Barry B. Longyear
- Songhouse par Orson Scott Card
- Et j'erre solitaire et pâle (Palely Loitering) par Christopher Priest
- Mars Masked par Frederik Pohl
- The Battle of the Abaco Reefs par Hilbert Schenck (en)
- The Tale of Gorgik par Samuel R. Delany
- The Moon Goddess and the Son par Donald Kingsbury
- Ker-Plop par Ted Reynolds
- Le Vaisseau flamme (Fireship) par Joan D. Vinge
- The Story Writer par Richard Wilson
- Far Rainbow par Arkady Strugatsky et Boris Strugatsky
- Silver Shoes for a Princess par James P. Hogan (en)
- Spirals par Larry Niven et Jerry Pournelle
- The Dancer in the Darkness par Thomas F. Monteleone
- Le Napoli express (The Napoli Express) par Randall Garrett

#### 1981
Le Volcryn (Nightflyers) par George R. R. Martin
- The Patchwork Girl par Larry Niven
- The Web of the Magi par Richard Cowper
- The Autopsy par Michael Shea
- Jeux dangereux (Dangerous Games) par Marta Randall
- Unicorn Tapestry par Suzy McKee Charnas
- Slow Music par James Tiptree, Jr
- Lost Dorsai par Gordon R. Dickson
- Toute ma vie n'est qu'un mensonge (All the Lies that Are My Life) par Harlan Ellison
- Buoyant Ascent par Hilbert Schenck (en)
- There Beneath the Silky-Trees and Whelmed in Deeper Gulphs Than Me par Avram Davidson
- Soldier of an Empire Unacquainted with Defeat par Glen Cook
- One-Wing par Lisa Tuttle et George R. R. Martin
- Le Croix (The Cross) par Barry N. Malzberg
- On the North Pole of Pluto par Kim Stanley Robinson
- Anasazi par Dean Ing (en)
- Tell Us a Story par Zenna Henderson

#### 1982
Champagne bleu (Blue Champagne) par John Varley
- Le Jeu de Saturne (The Saturn Game) par Poul Anderson
- In the Western Tradition par Phyllis Eisenstein
- The Desert of Stolen Dreams par Robert Silverberg
- With Delicate Mad Hands par James Tiptree, Jr
- Polyphemus par Michael Shea
- Ealdwood par C. J. Cherryh
- True Names par Vernor Vinge
- The Winter Beach par Kate Wilhelm
- Avec un bateau, une aiguille et un peu d'espoir (With Thimbles, With Forks and Hope) par Kate Wilhelm
- Swarmer, Skimmer par Gregory Benford
- Emergence par David R. Palmer (en)
- The Venetian Court par Charles L. Harness
- Amnesia par Jack Dann
- The Loom of Thessaly par David Brin
- Petals of Rose par Marc Stiegler
- Which Way to the Ends of Time? par Michael McCollum
- Through All Your Houses Wandering par Ted Reynolds

#### 1983
Âmes (Souls) par Joanna Russ
- Variantes douteuses (Unsound Variations) par George R. R. Martin
- Thesme et le Ghayrog (Thesme and the Ghayrog) par Robert Silverberg
- The Postman par David Brin
- Horrible Imaginings par Fritz Leiber
- Another Orphan par John Kessel
- The Fishing of the Demon Sea par Michael Shea
- La Méthode respiratoire (The Breathing Method) par Stephen King
- Le Démon de Malkirk (The Devil of Malkirk) par Charles Sheffield
- To Leave a Mark par Kim Stanley Robinson
- Brainchild par Joseph H. Delaney
- Rats in the Moon par Pauline Ashwell
- Beyond Any Measure par Karl Edward Wagner
- Moon of Ice par Brad Linaweaver
- The Magi par Damien Broderick

#### 1984
Her Habiline Husband par Michael Bishop
- Cascade Point par Timothy Zahn
- Seeking par David R. Palmer (en)
- Le Chemin du retour (Homefaring) par Robert Silverberg
- Hardfought par Greg Bear
- Hurricane Claude par Hilbert Schenck (en)
- The Gospel According to Gamaliel Crucis par Michael Bishop
- The Lord of the Skies par Frederik Pohl
- La Malédiction des riens et des étoiles (The Curse of the Smalls and the Stars) par Fritz Leiber
- In the Face of My Enemy par Joseph H. Delaney
- Gilpin's Space par Reginald Bretnor
- Aquila Meets Bigfoot par S. P. Somtow
- Eszterhazy and the Autogóndola-Invention par Avram Davidson

#### 1985
Frappez : Entrée ■ (PRESS ENTER ■) par John Varley
- The Scapegoat par C. J. Cherryh
- La Ballade de la balle élastique (The Ballad of the Flexible Bullet) par Stephen King
- La Mégabulle (The Blister) par Frederik Pohl
- Le Conte du voyageur (A Traveler's Tale) par Lucius Shepard
- Trinité (Trinity) par Nancy Kress
- Marrow Death par Michael Swanwick
- Young Doctor Eszterhazy par Avram Davidson
- The Sweet Sad Queen of the Grazing Isles par Frederik Pohl
- In the Sumerian Marshes par Gerald Pearce
- L'Aménagement de Bedford-Stuyvesant (The Greening of Bed-Stuy) par Frederik Pohl
- Le Pays invaincu. Histoire d'une vie (The Unconquered Country) par Geoff Ryman
- Some Are Born Great par J. A. Lawrence
- Cyclops par David Brin
- Floodtide par Ben Bova

#### 1986
La Seule Chose à faire (The Only Neat Thing to Do) par James Tiptree, Jr
- Voile vers Byzance (Sailing to Byzantium) par Robert Silverberg
- Green Mars par Kim Stanley Robinson
- The Plague Star par George R. R. Martin
- Vingt-quatre vues du Mont Fuji, par Hokusai (24 Views of Mt. Fuji, by Hokusai) par Roger Zelazny
- The Scapegoat par C. J. Cherryh
- Loaves and Fishes par George R. R. Martin
- Vers le golfe des tempêtes (To the Storming Gulf) par Gregory Benford
- Mise au vert à Brunei (Green Days in Brunei) par Bruce Sterling
- La Der des der (World War Last) par Norman Spinrad
- The Gorgon Field par Kate Wilhelm
- The Curse of Kings par Connie Willis
- Quand passe l'hiver (When Winter Ends) par Michael P. Kube-McDowell
- Comment chuchote et crie le vent à Madaket (How the Wind Spoke at Madaket) par Lucius Shepard
- Duke Pasquale's Ring par Avram Davidson
- George Washington Slept Here par Charles L. Harness
- Flight par Peter Dickinson
- Talion par John Brunner

#### 1987
R&R par Lucius Shepard
- Escape from Kathmandu par Kim Stanley Robinson
- Tango Charlie et Foxtrot Roméo (Tango Charlie and Foxtrot Romeo) par John Varley
- Gilgamesh in the Outback par Robert Silverberg
- Collision par James Tiptree, Jr
- Pogrom spatial (Spice Pogrom) par Connie Willis
- Voice in the Dark par Jack McDevitt
- Good Night, Sweethearts par James Tiptree, Jr
- As Big as the Ritz par Gregory Benford
- Dydeetown Girl par F. Paul Wilson
- Though the Heavens Fall par Harry Turtledove
- Born from the Beast par Vance Aandahl
- Hotel Mind Slaves par Ronald Anthony Cross
- Eifelheim (Eifelheim) par Michael F. Flynn
- The Head of Shemesh the Eshurian par Avram Davidson
- Newton Sleep par Gregory Benford

#### 1988
La Compagne secrète (The Secret Sharer) par Robert Silverberg
- Le Géomètre aveugle (The Blind Geometer) par Kim Stanley Robinson
- Œil pour œil (Eye for Eye) par Orson Scott Card
- Mother Goddess of the World par Kim Stanley Robinson
- Superwine par Harry Turtledove
- Glass Cloud par James Patrick Kelly
- Les Frontières de l'infini (The Borders of Infinity) par Lois McMaster Bujold
- Love Sickness par Geoff Ryman
- The Forest of Time par Michael F. Flynn
- Gagner du temps (Saving Time) par Russell Griffin
- Displaced Person par Ian Stewart
- Fugue State par John M. Ford

#### 1989
La Fille du chasseur d'écailles (The Scalehunter's Beautiful Daughter) par Lucius Shepard
- Le Dernier des Winnebago (The Last of the Winnebagos) par Connie Willis
- Chroniques de l'Âge du Fléau (Journals of the Plague Years) par Norman Spinrad
- Émergence (Surfacing) par Walter Jon Williams
- Le Bleu des yeux Néanderthal (The Color of Neanderthal Eyes) par James Tiptree, Jr
- Voués aux ténèbres (We Are For the Dark) par Robert Silverberg
- Skin Trade (The Skin Trade) par George R. R. Martin
- Cabale (Cabal) par Clive Barker
- L'Institut Calvin Coolidge pour comiques morts (The Calvin Coolidge Home for Dead Comedians) par Bradley Denton
- Nomans land (Noman's Land) par Lucius Shepard
- Backward, Turn Backward par James Tiptree, Jr
- Wires par F. Paul Wilson
- En attendant les Olympiens (Waiting for the Olympians) par Frederik Pohl
- Oddkins par Dean R. Koontz
- Trapping Run par Harry Turtledove
- The Blabber par Vernor Vinge
- La vie continue (La Vie Continue) par Norman Spinrad
- The Flies of Memory par Ian Watson
- Le Bal des fantômes (Dancing Among Ghosts) par Jim Aikin
- Fatal Statistics par Pauline Ashwell

### Années 1990
| Sommaire : | - Haut - 1990 - 1991 - 1992 - 1993 - 1994 - 1995 - 1996 - 1997 - 1998 - 1999 |

#### 1990
Le Père des pierres (The Father of Stones) par Lucius Shepard
- A Dozen Tough Jobs par Howard Waldrop
- Le Labyrinthe (Labyrinth) par Lois McMaster Bujold
- Les Montagnes du deuil (The Mountains of Mourning) par Lois McMaster Bujold
- Pageant Wagon par Orson Scott Card
- Temps mort (Time-Out) par Connie Willis
- Tiny Tango par Judith Moffett
- L'Originiste (The Originist) par Orson Scott Card
- La Grande Œuvre du temps (Great Work of Time) par John Crowley
- En un autre pays (In Another Country) par Robert Silverberg
- The True Nature of Shangri-La par Kim Stanley Robinson
- No Spot of Ground par Walter Jon Williams
- Un peu de Lavande (A Touch of Lavender) par Megan Lindholm
- Marîd Changes His Mind par George Alec Effinger
- Le Bout du monde (The Ends of the Earth) par Lucius Shepard
- L'Essence de l'art (The State of the Art) par Iain M. Banks
- Destructeur de mondes (Destroyer of Worlds) par Charles Sheffield
- Children of the Wind par Kate Wilhelm
- Apartheid, Supercordes et Mordecai Thubana (Apartheid, Superstrings, and Mordecai Thubana) par Michael Bishop
- Red Planet Blues par Allen Steele
- The Egg par Steven Popkes
- Re: Generations par Mike McQuay
- Nanoware Time par Ian Watson

#### 1991
A Short, Sharp Shock par Kim Stanley Robinson
- Heads par Greg Bear
- Le Vieil Homme et son double (The Hemingway Hoax) par Joe Haldeman
- Bones par Pat Murphy
- Tombouctou à l'heure du lion (Lion Time in Timbuctoo) par Robert Silverberg
- Fool to Believe par Pat Cadigan
- Kalimantan (Kalimantan) par Lucius Shepard
- Thanatopolis (Skull City) par Lucius Shepard
- Elegy for Angels and Dogs par Walter Jon Williams
- Mr. Boy par James Patrick Kelly
- Épatant ! (Bully!) par Mike Resnick
- Bwana (Bwana) par Mike Resnick
- Naught for Hire par John E. Stith (en)
- Trembling Earth par Allen Steele
- Mammy Morgan Played the Organ, Her Daddy Beat the Drum par Michael F. Flynn
- Weatherman par Lois McMaster Bujold
- The First Since Ancient Persia par John Brunner
- La Bourse du Caire (The Cairene Purse) par Michael Moorcock

#### 1992
La Galerie de ses rêves (The Gallery of His Dreams) par Kristine Kathryn Rusch
- L'une rêve et l'autre pas (Beggars in Spain) par Nancy Kress
- Griffin's Egg par Michael Swanwick
- Rick (Jack) par Connie Willis
- Stella Maris (Star of the Sea) par Poul Anderson
- And Wild for to Hold par Nancy Kress
- Fetish par Edward Bryant
- Desert Rain par Mark L. Van Name et Pat Murphy
- Our Lady of the Harbour par Charles de Lint
- Cité de vérité (City of Truth) par James Morrow
- Plus de vifs que de morts (Outnumbering the Dead) par Frederik Pohl
- The Mill par Paul Di Filippo
- Candle par Tony Daniel
- Canso de Fis de Jovent par John Barnes

#### 1993
Bernacle Bill le spatial (Barnacle Bill the Spacer) par Lucius Shepard
- Stopping at Slowyear par Frederik Pohl
- Le Nom des fleurs (Naming the Flowers) par Kate Wilhelm
- Cleon the Emperor par Isaac Asimov
- The Territory par Bradley Denton
- Thèbes aux cent portes (Thebes of the Hundred Gates) par Robert Silverberg
- Ménage en grand (Uh-Oh City) par Jonathan Carroll
- Deus ex (Deus X) par Norman Spinrad
- Resurrection par Katharine Kerr
- Grownups par Ian R. MacLeod
- Protection par Maureen F. McHugh
- Synthesis par Mary Rosenblum
- Death of Reason par Tony Daniel
- The Virgin and the Dinosaur par R. Garcia y Robertson

#### 1994
Un méphisto en onyx (Mefisto in Onyx) par Harlan Ellison
- Danse aérienne (Dancing on Air) par Nancy Kress
- La Nuit où ils ont enterré Road Dog (The Night We Buried Road Dog) par Jack Cady
- Flash-Back (Flashback) par Dan Simmons
- Le Prométhée invalide (Wall, Stone, Craft) par Walter Jon Williams
- Down in the Bottomlands par Harry Turtledove
- An American Childhood par Pat Murphy
- La Tribu des dix plombes (The Ten O'Clock People) par Stephen King
- Into the Miranda Rift par G. David Nordley
- Le Mal des vampires (Vampire Junkies) par Norman Spinrad
- Sister Alice par Robert Reed
- Alien Bootlegger par Rebecca Ore
- A Far Countrie par Avram Davidson
- Ships in the Night par Jack McDevitt
- The Last Castle of Christmas par Alexander Jablokov
- Walt et Emily (Walt and Emily) par Paul Di Filippo
- Testing par Charles Oberndorf

#### 1995
Jour de pardon (Forgiveness Day) par Ursula K. Le Guin
- Sept vues de la gorge d'Olduvaï (Seven Views of Olduvai Gorge) par Mike Resnick
- 2603 A.U.C. : Via Roma (Via Roma) par Robert Silverberg
- Cri de Cœur par Michael Bishop
- Soon Comes Night par Gregory Benford
- Les Fleurs du mal (Les Fleurs du Mal) par Brian Stableford
- Scissors Cut Paper Wrap Stone par Ian McDonald
- Haunted Humans par Nina Kiriki Hoffman
- Dernier été à Mars Hill (Last Summer at Mars Hill) par Elizabeth Hand
- La Dernière fois (The Last Time) par Lucius Shepard
- Melodies of the Heart par Michael F. Flynn
- A Fall of Angels, or On the Possibility of Life Under Extreme Conditions par Geoff Ryman
- Remains of Adam par Alfred Angelo Attanasio
- Fan par Geoff Ryman
- The Last Plague par Gregory Bennett
- The Madonna of Futurity par Brian Aldiss
- Symphony for Skyfall par Rick Cook et Peter L. Manly

#### 1996
Remake (Remake) par Connie Willis
- Un homme du peuple (A Man of the People) par Ursula K. Le Guin
- Libération d'une femme (A Woman's Liberation) par Ursula K. Le Guin
- Fault Lines par Nancy Kress
- Harvest the Fire par Poul Anderson
- La Mort du capitaine Futur (The Death of Captain Future) par Allen Steele
- The Ziggurat par Gene Wolfe
- Mortimer Gray's "History of Death" par Brian Stableford
- Des hottentotes (Hottentots) par Paul Di Filippo
- Bibi (Bibi) par Mike Resnick et Susan Shwartz
- L'Enfance attribuée (We Were Out of Our Minds With Joy) par David Marusek
- Une histoire de l'humanité (Human History) par Lucius Shepard
- At the Eschaton par Charles Sheffield
- Ça chauffe à Magma-City (Hot Times in Magma City) par Robert Silverberg
- À la recherche de Kelly Dahl (Looking for Kelly Dahl) par Dan Simmons
- Inherit the Earth par Brian Stableford
- The City of God par Gardner R. Dozois et Michael Swanwick
- Death in the Promised Land par Pat Cadigan
- Hypocaust & Bathysphere par Rebecca Ore
- De Secretis Mulierum par L. Timmel Duchamp
- L'Extase des vampires (The Hunger and Ecstasy of Vampires) par Brian Stableford
- You Could Go Home Again par Howard Waldrop
- In Forests Afloat Upon the Sea par Daniel Hatch

#### 1997
Bellwether par Connie Willis
- Blood of the Dragon par George R. R. Martin
- Une histoire de l'humanité (Human History) par Lucius Shepard
- The Unicorn Sonata par Peter S. Beagle
- Kilroy Was Here par Jack Cady
- Gas Fish par Mary Rosenblum
- Immersion par Gregory Benford
- L'Arbre dans le ciel (The Tree that Grew from the Sky) par Robert Silverberg
- Chrysalide (Chrysalis) par Robert Reed
- The Cost to be Wise par Maureen F. McHugh
- Abandonné sur place (Abandon in Place) par Jerry Oltion
- The Littlest Jackal par Bruce Sterling
- Verglas par Ian R. MacLeod
- Saddle Point Sequence par Stephen Baxter
- Fugue on a Sunken Continent par G. David Nordley
- Primrose and Thorn par Bud Sparhawk
- Saddle Point Dreamtime par Stephen Baxter

#### 1998
…Where Angels Fear to Tread par Allen Steele
- Les Os géants (Giant Bones) par Peter S. Beagle
- The Dealings of Daniel Kesserich par Fritz Leiber
- Tout est fatal (Everything's Eventual) par Stephen King
- Le Grand Vaisseau (Marrow) par Robert Reed
- The Golden Keeper par Ian R. MacLeod
- Fille de vampire (The Vampire's Beautiful Daughter) par S. P. Somtow
- Ecopoiesis par Geoffrey A. Landis
- A Cold Dry Cradle par Gregory Benford et Elisabeth Malartre
- Messengers of Chaos par G. David Nordley
- Quinn's Deal par L. Timmel Duchamp
- The Black Blood of the Dead par Brian Stableford
- Apocalypse Dracula (Coppola's Dracula) par Kim Newman
- In the Furnace of the Night par James Sarafin
- The Veil of Snows par Mark Helprin
- La Marche funèbre des marionnettes (The Funeral March of the Marionettes) par Adam-Troy Castro
- Briar Rose par Robert Coover
- Izzy and the Father of Terror par Eliot Fintushel

#### 1999
Océanique (Oceanic) par Greg Egan
- Libellule (Dragonfly) par Ursula K. Le Guin
- Le Chevalier errant (The Hedge Knight) par George R. R. Martin
- The Boss in the Wall, A Treatise on the House Devil par Avram Davidson et Grania Davis
- The Summer Isles par Ian R. MacLeod
- Aurora in Four Voices par Catherine Asaro
- Lune de miel à New York (Get Me to the Church on Time) par Terry Bisson
- A Second Chance at Eden par Peter F. Hamilton
- A Princess of Helium par R. Garcia y Robertson
- The Colonel in Autumn par Robert Silverberg
- L'Histoire de ta vie (Story of Your Life) par Ted Chiang
- Ancestral Voices par Gardner R. Dozois et Michael Swanwick
- Reading the Bones par Sheila Finch
- Mother Death par Robert Reed
- Sea Change, with Monsters par Paul J. McAuley
- Jumping Off the Planet par David Gerrold
- Coolhunting par Kristine Kathryn Rusch
- Les Travaux et les jours de Solomon Gursky (The Days of Solomon Gursky) par Ian McDonald
- The Bradshaw par Judith Moffett
- Grist par Tony Daniel
- Les Fils du coucou (The Cuckoo's Boys) par Robert Reed

### Années 2000
| Sommaire : | - Haut - 2000 - 2001 - 2002 - 2003 - 2004 - 2005 - 2006 - 2007 - 2008 - 2009 |

#### 2000
Les Orphelins de l'hélice (Orphans of the Helix) par Dan Simmons
- Le Rocher aux crocodiles (Crocodile Rock) par Lucius Shepard
- Les Vents de Marble Arch (The Winds of Marble Arch) par Connie Willis
- Musique Ancienne et les Femmes esclaves (Old Music and the Slave Women) par Ursula K. Le Guin
- Le Chemin de tous les fantômes (The Way of All Ghosts) par Greg Bear
- Le Chasseur de Snark (Hunting the Snark) par Mike Resnick
- The Actors par Eleanor Arnason
- Argonautica par Walter Jon Williams
- The Executioners' Guild par Andy Duncan
- Baby's Fire par Robert Reed
- Forty, Counting Down par Harry Turtledove
- The Wedding Album par David Marusek
- Son Observe the Time par Kage Baker
- The Exile of Evening Star par Allen Steele
- The Astronaut from Wyoming par Adam-Troy Castro et Jerry Oltion
- Twenty-One, Counting Up par Harry Turtledove
- Hatching the Phoenix par Frederik Pohl
- Andy Warhol's Dracula (Andy Warhol's Dracula) par Kim Newman
- The Gateway of Eternity par Brian Stableford
- Les Nuits de Leningrad (Leningrad Nights) par Graham Joyce
- Once Upon a Matter Crushed par Wil McCarthy

#### 2001
Radieuse étoile verte (Radiant Green Star) par Lucius Shepard
- Oracle (Oracle) par Greg Egan
- Path of the Dragon par George R. R. Martin
- Soixante-douze lettres (Seventy-Two Letters) par Ted Chiang
- Blue Kansas Sky par Michael Bishop
- Le Sauveur (Savior) par Nancy Kress
- Fly-by-Night par Larry Niven
- The Ultimate Earth par Jack Williamson
- Poussière de réel (Reality Dust) par Stephen Baxter
- One-Eyed Jacks and Suicide Kings par R. Garcia y Robertson
- L'Histoire en marche (Making History) par Paul J. McAuley
- En regardant pousser les arbres (Watching Trees Grow) par Peter F. Hamilton
- The Retrieval Artist par Kristine Kathryn Rusch
- La Grande Muraille de Mars (Great Wall of Mars) par Alastair Reynolds
- The Forest Between the Worlds par G. David Nordley
- Chip Crockett's Christmas Carol par Elizabeth Hand
- Heart of Glass par William Barton
- Crux par Albert E. Cowdrey
- Tendeléo (Tendeléo's Story) par Ian McDonald
- The Suspect Genome par Peter F. Hamilton
- A Place So Foreign par Cory Doctorow
- Naming of Parts par Tim Lebbon
- The Enclave par Lois Tilton
- To Leuchars par Rick Wilber

#### 2002
Le Trouvier (The Finder) par Ursula K. Le Guin
- Fast Times at Fairmont High par Vernor Vinge
- The Chief Designer par Andy Duncan
- deck.halls@boughs/holly par Connie Willis
- L'Éternité et après (Eternity and Afterward) par Lucius Shepard
- Stealing Alabama par Allen Steele
- New Light on the Drake Equation par Ian R. MacLeod
- Point de vue (Viewpoint) par Gene Wolfe
- Yesterday's Tomorrows par Kate Wilhelm
- Karuna, Inc. par Paul Di Filippo
- The Caravan from Troon par Kage Baker
- The Diamond Pit par Jack Dann
- Cleopatra Brimstone (Cleopatra Brimstone) par Elizabeth Hand
- Sunday Night Yams at Minnie and Earl's par Adam-Troy Castro
- Glacial par Alastair Reynolds
- May Be Some Time par Brenda W. Clough
- Silent Her par Barry B. Longyear

#### 2003
Le Tain (The Tain) par China Miéville
- Paradis perdu (Paradises Lost) par Ursula K. Le Guin
- Un an dans la Ville-Rue (A Year in the Linear City) par Paul Di Filippo
- Seven Wild Sisters par Charles de Lint
- Histoires pour hommes (Stories for Men) par John Kessel
- Riding the Rock par Stephen Baxter
- Poumon vert (Breathmoss) par Ian R. MacLeod
- Le Front pour l'humanité (The Human Front) par Ken MacLeod
- Turquoise Days (Turquoise Days) par Alastair Reynolds
- The Potter of Bones par Eleanor Arnason
- The Political Officer par Charles Coleman Finlay
- Bronte's Egg par Richard Chwedyk
- Le Train noir (Over Yonder) par Lucius Shepard
- Router par Charles Stross
- The Drive-In Puerto Rico par Lucius Shepard
- Veritas par Robert Reed
- El Dia de los Muertos par Brian A. Hopkins
- Singleton (Singleton) par Greg Egan
- The Least Trumps par Elizabeth Hand
- In Spirit par Pat Forde
- In the Garden of Poisonous Flowers par Caitlín R. Kiernan
- Ring Rats par R. Garcia y Robertson
- Démons invisibles (Unseen Demons) par Adam-Troy Castro
- La Voix de Wormwood (A Speaker for the Wooden Sea) par Ian Watson
- Ransom par Albert E. Cowdrey
- Doctor Pretorius and the Lost Temple par Paul J. McAuley
- Jury Service par Charles Stross et Cory Doctorow

#### 2004
Cookie Monster (The Cookie Monster) par Vernor Vinge
- Just Like the Ones We Used to Know par Connie Willis
- The Empress of Mars par Kage Baker
- L'Épée lige (The Sworn Sword) par George R. R. Martin
- Ariel (Ariel) par Lucius Shepard
- The Bone Witch par R. Garcia y Robertson
- Dear Abbey par Terry Bisson
- La Peste du léopard vert (The Green Leopard Plague) par Walter Jon Williams
- Curator par Charles Stross
- La Maison du menteur (Liar's House) par Lucius Shepard
- Welcome to Olympus, Mr. Hearst par Kage Baker
- Jailwise par Lucius Shepard
- Off on a Starship par William Barton
- Greetings par Terry Bisson
- In Springdale Town par Robert Freeman Wexler
- The Ice par Steven Popkes
- A Crowd of Bone par Greer Gilman
- Notes sous Albertine (The Albertine Notes) par Rick Moody
- Awake in the Night par John C. Wright

#### 2005
Golden City Far par Gene Wolfe
- La Jungle de béton (The Concrete Jungle) par Charles Stross
- Sergeant Chip par Bradley Denton
- Viator par Lucius Shepard
- Mayflower II par Stephen Baxter
- Elector par Charles Stross
- Appeals Court par Charles Stross et Cory Doctorow
- The Gorgon in the Cupboard par Patricia A. McKillip
- Shadow Twin par Gardner R. Dozois, George R. R. Martin et Daniel Abraham
- Long Voyage Home par R. Garcia y Robertson
- The Wreck of the Godspeed par James Patrick Kelly
- Arabian Wine par Gregory Feeley
- Under the Flag of Night par Ian McDowell
- No Traveller Returns par Paul Park
- The Heloise Archive par L. Timmel Duchamp
- The Tribes of Bela par Albert E. Cowdrey
- The Bad Hamburger par Matthew Jarpe et Jonathan Andrew Sheen
- Giliad par Gregory Feeley

#### 2006
Magie pour débutants (Magic for Beginners) par Kelly Link
- Infiltration (Inside Job) par Connie Willis
- Human Readable par Cory Doctorow
- The Cosmology of the Wider World par Jeffrey Ford
- Fournaise (Burn) par James Patrick Kelly
- La Petite Déesse (The Little Goddess) par Ian McDonald
- Audubon in Atlantis par Harry Turtledove
- Diving Into the Wreck par Kristine Kathryn Rusch
- The Emperor par Lucius Shepard
- The Diversification of its Fancy par John Barnes
- The Clock King and the Queen of the Hourglass par Vera Nazarian
- The Life of Riley par Alexander C. Irvine
- The Imago Sequence par Laird Barron
- The Nursemaid's Suitor par Charles Coleman Finlay
- Winning Mars par Jason Stoddard
- Bank Run par Tom Purdom
- Fishin' with Grandma Matchie par Steven Erikson
- The Gypsies in the Wood par Kim Newman
- Escamotage (Voluntary Committal) par Joe Hill
- The Road to Recovery par Gregory Frost
- In the Machine par Michael Cunningham

#### 2007
Missile Gap par Charles Stross
- The Mars Girl par Joe Haldeman
- Lord Weary's Empire par Michael Swanwick
- Botch Town par Jeffrey Ford
- Map of Dreams par M. Rickert
- A Billion Eves par Robert Reed
- The Siege of Earth par Stephen Baxter
- Julian : un conte de Noël (Julian: A Christmas Story) par Robert Charles Wilson
- The Plurality of Worlds par Brian Stableford
- The Voyage of Night Shining White par Chris Roberson
- Where the Golden Apples Grow par Kage Baker
- À dos de crocodile (Riding the Crocodile) par Greg Egan
- The Walls of the Universe par Paul Melko
- Nightingale par Alastair Reynolds
- Blackburn and the Blade par Bradley Denton
- 'The Night is Fine,' the Waldrus Said par John Barnes
- The Good Kill par Barry B. Longyear
- Hallucigenia par Laird Barron
- Inclination par William Shunn
- The Revivalist par Albert E. Cowdrey
- Good Mountain par Robert Reed
- Rococo par Robert Reed
- The Lineaments of Gratified Desire par Ysabeau S. Wilce

#### 2008
After the Siege par Cory Doctorow
- Memorare par Gene Wolfe
- Tous assis par terre (All Seated on the Ground) par Connie Willis
- Des étoiles entrevues dans la pierre (Stars Seen through Stone) par Lucius Shepard
- La Muse de feu (Muse of Fire) par Dan Simmons
- Le Conte du maître meunier (The Master Miller's Tale) par Ian R. MacLeod
- La Fontaine des âges (Fountain of Age) par Nancy Kress
- Illyria par Elizabeth Hand
- Recovering Apollo 8 par Kristine Kathryn Rusch
- L'Empereur et la Maula (The Emperor and the Maula) par Robert Silverberg
- Dagger Key par Lucius Shepard
- Hormiga Canyon par Rudy Rucker et Bruce Sterling
- Dead money (Dead Money) par Lucius Shepard
- The Lees of Laughter's End par Steven Erikson
- The Game par Diana Wynne Jones
- Awakening par Judith Berman
- Of Love and Other Monsters par Vandana Singh
- Womb of Every World par Walter Jon Williams

#### 2009
Pretty Monsters par Kelly Link
- Le Nexus du docteur Erdmann (The Erdmann Nexus) par Nancy Kress
- The Tear par Ian McDonald
- Il était une fois dans le Nord (Once Upon a Time in the North) par Philip Pullman
- True Names par Benjamin Rosenbaum et Cory Doctorow
- The Word of God: Or, Holy Writ Rewritten par Thomas M. Disch
- The Philosopher's Stone par Brian Stableford
- Or Else My Lady Keeps the Key par Kage Baker
- Truth par Robert Reed
- The Surfer par Kelly Link
- The Hob Carpet par Ian R. MacLeod
- The Man with the Golden Balloon par Robert Reed
- The Political Prisoner par Charles Coleman Finlay
- La Colline aux mystères (Mystery Hill) par Alexander C. Irvine
- Ancrage (Arkfall) par Carolyn Ives Gilman
- Tenbrook of Mars par Dean McLaughlin
- The Overseer par Albert E. Cowdrey

### Années 2010
| Sommaire : | - Haut - 2010 - 2011 - 2012 - 2013 - 2014 - 2015 - 2016 - 2017 - 2018 - 2019 |

#### 2010
The Women of Nell Gwynne’s par Kage Baker
- Palimpseste (Palimpsest) par Charles Stross
- Vishnu au cirque de chats (Vishnu at the Cat Circus) par Ian McDonald
- Act One par Nancy Kress
- Shambling Towards Hiroshima par James Morrow
- Cuckoo par Emma Bull, Elizabeth Bear et Leah Bobet
- Hot Rock par Greg Egan
- The Far End of History par John C. Wright
- A Special Place par Peter Straub
- Paradiso Los par Albert E. Cowdrey
- Sea-Hearts par Margo Lanagan
- Crimes and Glory par Paul J. McAuley
- Sugar par Leah Bobet
- Where the Winds Are All Asleep par Michael F. Flynn
- Horn par Peter M. Ball
- Wives par Paul Haines
- The Wide, Carnivorous Sky par John Langan (en)

#### 2011
Le Cycle de vie des objets logiciels (The Lifecycle of Software Objects) par Ted Chiang
- Bone and Jewel Creatures par Elizabeth Bear
- L'Œuf de dragon (The Mystery Knight) par George R. R. Martin
- The Lady Who Plucked Red Flowers beneath the Queen’s Window par Rachel Swirsky
- Troika par Alastair Reynolds
- The Maiden Flight of McCauley's Bellerophon par Elizabeth Hand
- Le Sultan des nuages (The Sultan of the Clouds) par Geoffrey A. Landis
- L'Écaille de Taborin (The Taborin Scale) par Lucius Shepard
- A History of Terraforming par Robert Reed
- Dead Man's Run par Robert Reed
- Chicken Little par Cory Doctorow
- Mammoths of the Great Plains par Eleanor Arnason
- Les Fantômes de la danse des orages (Ghosts Doing the Orange Dance) par Paul Park
- A Glimpse of the Marvellous Structure (And the Threat it Entails) par Sean Williams
- Cloud Permutations par Lavie Tidhar
- The Rift par John G. Hemry
- Seven Cities of Gold par David Moles
- Jackie's Boy par Steven Popkes

#### 2012
Silently and Very Fast par Catherynne M. Valente
- Un pont sur la brume (The Man Who Bridged the Mist) par Kij Johnson
- Kiss Me Twice par Mary Robinette Kowal
- The Ants of Flanders par Robert Reed
- The Affair of the Chalk Cliffs par James P. Blaylock
- The Ballad of Ballard and Sandrine par Peter Straub
- L'Homme qui mit fin à l'histoire (The Man Who Ended History: A Documentary) par Ken Liu
- The Ice Owl par Carolyn Ives Gilman
- Gravity Dreams par Stephen Baxter
- The Men from Porlock par Laird Barron
- Near Zennor par Elizabeth Hand
- The Adakian Eagle par Bradley Denton
- Rampion par Alexandra Duncan
- Blue and Gold par K. J. Parker
- A Brood of Foxes par Kristin Livdahl

#### 2013
Après la chute (After the Fall, Before the Fall, During the Fall) par Nancy Kress
- The Stars Do Not Lie par Jay Lake
- The Boolean Gate par Walter Jon Williams
- In the House of Aryaman, a Lonely Signal Burns par Elizabeth Bear
- On a Red Station, Drifting par Aliette de Bodard
- Gods of Risk par James S. A. Corey
- Hand of Glory par Laird Barron
- Murder Born par Robert Reed
- Let Maps to Others par K. J. Parker
- Eater-of-Bone par Robert Reed
- Katabasis par Robert Reed
- The Weight of History, the Lightness of the Future par Jay Lake
- The Last Judgment par James Patrick Kelly
- Twenty Lights to 'The Last of Snow' par Michael Bishop
- Sky par Kaaron Warren (en)
- Maze of Shadows par Fred Chappell
- The Moon Belongs to Everyone par Michael Alexander et K. C. Ball
- The Mongolian Book of the Dead par Alan Smale

#### 2014
Six-Gun Snow White par Catherynne M. Valente
- Wakulla Springs par Andy Duncan et Ellen Klages (en)
- La Princesse et la Reine, ou les Noirs et les Verts (The Princess and the Queen) par George R. R. Martin
- Black Helicopters par Caitlín R. Kiernan
- Precious Mental par Robert Reed
- Rock of Ages par Jay Lake
- The Queen of Eyes par Rachel Pollack
- Feral Moon par Alexander Jablokov
- Iseul's Lexicon par Yoon Ha Lee
- The Weight of the Sunrise par Vylar Kaftan (en)
- Spin (Spin) par Nina Allan
- The Home for Broken Dolls par Kirstyn McDermott (en)
- The Mummy's Heart par Norman Partridge (en)

#### 2015
Yesterday’s Kin par Nancy Kress
- L'Arbre-éclair (The Lightning Tree) par Patrick Rothfuss
- Nous allons tous très bien, merci (We Are All Completely Fine) par Daryl Gregory
- Le Regard (The Regular) par Ken Liu
- The Man Who Sold the Moon par Cory Doctorow
- The Mothers of Voorhisville par Mary Rickert
- Grand Jeté (The Great Leap) par Rachel Swirsky
- The Things We Do For Love par K. J. Parker
- The Madonna and the Starship par James Morrow
- Dream Houses par Genevieve Valentine
- The Adventure of the Ring of Stones par James P. Blaylock
- Entanglement par Vandana Singh
- Kur-A-Len par Lavie Tidhar
- The Black Sun par Lewis Shiner
- Where the Trains Turn par Pasi Ilmari Jääskeläinen
- La Musique du silence (The Slow Regard of Silent Things) par Patrick Rothfuss
- Children of the Fang par John Langan (en)

#### 2016
Mémoire de métal (Slow Bullets) par Alastair Reynolds
- Le Démon de Penric (Penric’s Demon) par Lois McMaster Bujold
- Binti (Binti) par Nnedi Okorafor
- The Citadel of Weeping Pearls par Aliette de Bodard
- Cérès et Vesta (The Four Thousand, the Eight Hundred) par Greg Egan
- The Pauper Prince and the Eucalyptus Jinn par Usman T. Malik (en)
- Waters of Versailles par Kelly Robson
- Teaching the Dog to Read par Jonathan Carroll
- Gypsy par Carter Scholz (en)
- The Bone Swans of Amandale par C. S. E. Cooney
- The New Mother par Eugene Fischer
- Inhuman Garbage par Kristine Kathryn Rusch
- The Vital Abyss par James S. A. Corey
- Fear of the Unknown and Self-Loathing in Hollywood par Nick Cole
- The Last Witness par K. J. Parker
- Parfait État (Perfect State) par Brandon Sanderson
- La Crasse (The Visible Filth) par Nathan Ballingrud (en)
- Johnny Rev par Rachel Pollack
- The Two Paupers par C. S. E. Cooney
- The Strangers par Robert Aickman

#### 2017
Les Portes perdues (Every Heart a Doorway) par Seanan McGuire
- La Quête onirique de Vellitt Boe (The Dream-Quest of Vellitt Boe) par Kij Johnson
- La Ballade de Black Tom (The Ballad of Black Tom) par Victor LaValle
- Celui qui dénombrait les hommes (This Census-Taker) par China Miéville
- A Taste of Honey par Kai Ashante Wilson (en)
- The Dispatcher par John Scalzi
- The Iron Tactician par Alastair Reynolds
- The Lost Child of Lychford par Paul Cornell
- Briser les os (Hammers on Bone) par Cassandra Khaw (en)
- Pirate Utopia par Bruce Sterling
- The Vanishing Kind par Lavie Tidhar
- The Devil You Know par K. J. Parker
- The Charge and the Storm par An Owomoyela

#### 2018
Défaillances systèmes (All Systems Red) par Martha Wells
- Binti : Retour (Binti: Home) par Nnedi Okorafor
- De brindilles et d'os (Down Among the Sticks and Bones) par Seanan McGuire
- Passing Strange (Passing Strange) par Ellen Klages (en)
- River of Teeth par Sarah Gailey (en)
- The Black Tides of Heaven par JY Yang (en)
- Et il n'en resta plus que (n-1) (And Then There Were (N-One)) par Sarah Pinsker
- In Calabria par Peter S. Beagle
- The Red Threads of Fortune par JY Yang (en)
- Les Agents de Dreamland (Agents of Dreamland) par Caitlín R. Kiernan
- Acadie (Acadie) par Dave Hutchinson
- The Twilight Pariah par Jeffrey Ford
- Mightier Than the Sword par Tom Holt
- Mapping the Interior par Stephen Graham Jones
- A Song for Quiet par Cassandra Khaw (en)
- L'agneau égorgera le lion (The Lamb Will Slaughter the Lion) par Margaret Killjoy
- Prime Meridian par Silvia Moreno-Garcia
- Fallow par Sofia Samatar
- The Process Is a Process All Its Own par Peter Straub
- Proof of Concept par Gwyneth Jones
- The Border State par Christopher Rowe (en)
- The Martian Job par Jaine Fenn (en)
- Lost in the Dark par John Langan (en)
- The Adventure of the Incognita Countess par Cynthia Ward

#### 2019
Schémas artificiels (Artificial Condition) par Martha Wells
- The Tea Master and the Detective par Aliette de Bodard
- Cheval de Troie (Rogue Protocol) par Martha Wells
- Gods, Monsters, and the Lucky Peach par Kelly Robson
- Les Tambours du dieu noir (The Black God’s Drums) par P. Djèlí Clark
- Le temps fut (Time Was) par Ian McDonald
- Black Helicopters par Caitlín R. Kiernan
- Eriophora (The Freeze-Frame Revolution) par Peter Watts
- The Descent of Monsters par JY Yang (en)
- Umbernight par Carolyn Ives Gilman
- Requiem par Vandana Singh
- The Dragon's Child par Janeen Webb (en)
- Freezing Rain, a Chance of Falling par L. X. Beckett

### Années 2020
| Sommaire : | - Haut - 2020 - 2021 - 2022 - 2023 - 2024 - 2025 |

#### 2020
Les Oiseaux du temps (This Is How You Lose the Time War) par Amal El-Mohtar et Max Gladstone
- Le Mystère du tramway hanté (The Haunting of Tram Car 015) par P. Djèlí Clark
- Apprendre, si par bonheur (To Be Taught, If Fortunate) par Becky Chambers
- L'angoisse est le vertige de la liberté (Anxiety Is the Dizziness of Freedom) par Ted Chiang
- Les Abysses (The Deep) par Rivers Solomon, avec Daveed Diggs, William Hutson et Jonathan Snipes
- Permafrost par Alastair Reynolds
- A Time to Reap par Elizabeth Bear
- Desdemona and the Deep par C. S. E. Cooney (en)
- The Ascent to Godhood par JY Neon Yang (en)
- The Gurkha and the Lord of Tuesday par Saad Z. Hossain (en)
- Sisters of the Vast Black par Lina Rather
- Radicalized par Cory Doctorow
- Glass Cannon par Yoon Ha Lee
- The Fire Opal Mechanism par Fran Wilde (en)
- Unauthorized Bread par Cory Doctorow
- The Menace from Farside par Ian McDonald
- Of Birthdays, and Fungus, and Kindness par Aliette de Bodard
- New Atlantis par Lavie Tidhar
- Vigilance (Vigilance) par Robert Jackson Bennett
- My Beautiful Life par K. J. Parker
- Longer par Michael Blumlein
- Waterlines par Suzanne Palmer (en)
- Miranda in Milan par Katharine Duckett
- Le Billot du Boucher (The Butcher's Table) par Nathan Ballingrud (en)
- Alice Payne Rides par Kate Heartfield (en)
- Ormeshadow (Ormeshadow) par Priya Sharma
- The Work of Wolves par Tegan Moore
- Into Bones Like Oil par Kaaron Warren (en)
- Her Silhouette, Drawn in Water par Vylar Kaftan (en)

#### 2021
Ring Shout : Cantique rituel (Ring Shout) par P. Djèlí Clark
- L'Architecte de la vengeance (Riot Baby) par Tochi Onyebuchi (en)
- L'Impératrice du Sel et de la Fortune (The Empress of Salt and Fortune) par Nghi Vo
- Upright Women Wanted par Sarah Gailey (en)
- Come Tumbling Down par Seanan McGuire
- The Order of the Pure Moon Reflected in Water par Zen Cho (en)
- Seven of Infinities par Aliette de Bodard
- Finna par Nino Cipri (en)
- The Four Profound Weaves par R. B. Lemberg (en)
- Of Dragons, Feasts and Murders par Aliette de Bodard
- Drowned Country par Emily Tesh
- Sea Change par Nancy Kress
- Night of the Mannequins par Stephen Graham Jones
- Dispersion par Greg Egan
- Out of Body par Jeffrey Ford
- Le Démon de maître Prosper (Prosper's Demon) par K. J. Parker
- Ife-Iyoku, the Tale of Imadeyunuagbon par Oghenechovwe Donald Ekpeki (en)
- Envol (Flyaway) par Kathleen Jennings
- Yellow Jessamine par Caitlin Starling

#### 2022
Télémétrie fugitive (Fugitive Telemetry) par Martha Wells
- Un psaume pour les recyclés sauvages (A Psalm for the Wild-Built) par Becky Chambers
- Fireheart Tiger par Aliette de Bodard
- Éclats dormants (A Spindle Splintered) par Alix E. Harrow
- Remote Control par Nnedi Okorafor
- The Past is Red par Catherynne M. Valente
- Comfort Me With Apples par Catherynne M. Valente
- Defekt par Nino Cipri (en)
- A Blessing of Unicorns par Elizabeth Bear
- The Return of the Sorceress par Silvia Moreno-Garcia
- The Album of Dr. Moreau par Daryl Gregory
- A Canticle for Lost Girls par Isabel Yap
- Et que désirez-vous ce soir (And What Can We Offer You Tonight) par Premee Mohamed (en)
- La Migration annuelle des nuages (The Annual Migration of Clouds) par Premee Mohamed (en)
- Sleep and the Soul par Greg Egan
- The Dark Ride par John Kessel
- The Necessity of Stars par E. Catherine Tobler
- In the Watchful City par S. Qiouyi Lu
- Flowers for the Sea par Zin E. Rocklyn
- The Secret Skin par Wendy N. Wagner
- And This Is How to Stay Alive par Shingai Njeri Kagunda
- Philia, Eros, Storge, Agápe, Pragma par R. S. A. Garcia (en)
- The Abomination par Nuzo Onoh (en)
- A Rocket for Dimitrios par Ray Nayler
- The Giants of the Violet Sea par Eugenia Triantafyllou

#### 2023
Une prière pour les cimes timides (A Prayer for the Crown-Shy) par Becky Chambers
- Even Though I Knew the End par C. L. Polk (en)
- Entre les méandres (Into the Riverlands) par Nghi Vo
- Éclats miroitants (A Mirror Mended) par Alix E. Harrow
- Of Charms, Ghosts and Grievances par Aliette de Bodard
- High Times in the Low Parliament par Kelly Robson
- Servant Mage par Kate Elliott
- Tread of Angels par Rebecca Roanhorse
- Bishop's Opening par R. S. A. Garcia (en)
- Ogres par Adrian Tchaikovsky

#### 2024
Thornhedge par T. Kingfisher
- The Mimicking of Known Successes par Malka Older (en)
- Des mammouths à la porte (Mammoths at the Gates) par Nghi Vo
- The Salt Grows Heavy par Cassandra Khaw (en)
- Rose House (Rose/House) par Arkady Martine
- The Crane Husband par Kelly Barnhill
- Linghun par Ai Jiang (en)
- Lost in the Moment and Found par Seanan McGuire
- The Last Dragoners of Bowbazar par Indra Das (en)
- The Lies of the Ajungo par Moses Ose Utomi
- To Sail Beyond the Botnet par Suzanne Palmer (en)
- Green Fuse Burning par Tiffany Morris
- The Navigating Fox par Christopher Rowe (en)
- Blade and Bone par Paul McAuley
- After Many a Summer par Tim Powers
- Feed Them Silence par Lee Mandelo
- The Ghosts of Mars par Dominica Phetteplace
- OKPsyche par Anya Johanna DeNiro
- Hybrid Heart par Iori Kusano
- Book of Gems par Fran Wilde (en)
- Pluralities par Avi Silver
- The Tinker and the Timestream par Carolyn Ives Gilman
- The Many Different Kinds of Love par David Jeffrey et Geoff Ryman
- A Feast for Flies par Leigh Harlen

#### 2025
What Feasts at Night par T. Kingfisher
- Comme l'exigeait la forêt (The Butcher of the Forest) par Premee Mohamed (en)
- The Brides of High Hill par Nghi Vo
- Mislaid in Parts Half-Known par Seanan McGuire
- The Practice, the Horizon, and the Chain par Sofia Samatar
- Navigational Entanglements par Aliette de Bodard
- Défense d'extinction (The Tusks of Extinction) par Ray Nayler
- Haunt Sweet Home par Sarah Pinsker
- She Who Knows par Nnedi Okorafor
- Countess par Suzan Palumbo (en)
- The Dragonfly Gambit par A. D. Sui
- In the Shadow of the Ship par Aliette de Bodard
- Crypt of the Moon Spider par Nathan Ballingrud (en)
- Lost Ark Dreaming par Suyi Davies Okungbowa (en)
- The Woods All Black par Lee Mandelo
- Death and the Gorgon par Greg Egan
- In the Shadow of the Fall par Tobi Ogundiran
- It Lasts Forever and Then It's Over par Anne de Marcken
- Yoke of Stars par R. B. Lemberg (en)
- These Fragile Graces, This Fugitive Heart par Izzy Wasserstein
- Fractal Karma par Arula Ratnakar
- The Transitive Properties of Cheese par Ann LeBlanc
- Small Gods of Calamity par Sam Kyung Yoo
- Lovely Creatures par KT Bryski
- A Voice Calling par Christopher Barzak (en)
- Finding Echoes par Foz Meadows (en)
- Uncle Roy's Computer Repairs and Used Robot Parts par Martin L. Shoemaker (en)
- Your Shadow Half Remains par Sunny Moraine
- From These Dark Abodes par Lyndsie Manusos
- Antyesti for a Dead Ganesa par Ashok K. Banker (en)